# Antonio Michele Stanca
Antonio Michele Stanca (ur. 22 maja 1942 w Soleto, zm. 19 marca 2020 w Fidenzy) – włoski genetyk.
Ukończył studia na Uniwersytecie w Bari, na kierunku nauk rolniczych. Był profesorem na Uniwersytecie Mediolańskim, Katolickim Uniwersytecie Najświętszego Serca, Narodowym Instytucie Agronomicznym w Tunezji oraz na Uniwersytecie w Modenie i Regio Emilia.
Antonio zmarł 19 marca 2020 roku na COVID-19 w wieku 77 lat, podczas pandemii COVID-19 we Włoszech.